# Tenuialoides fusiformis
Tenuialoides fusiformis är en kvalsterart som beskrevs av Aoki 1969. Tenuialoides fusiformis ingår i släktet Tenuialoides och familjen Tenuialidae. Inga underarter finns listade i Catalogue of Life.